# Mario Muscat
Mario Muscat (* 18. August 1976 in Paola) ist ein ehemaliger maltesischer Fußballspieler und derzeitiger -trainer.

## Karriere

### Verein
Mario Muscat spielte seit der Jugend für den maltesischen Spitzenklub Hibernians Paola. Seit der Saison 1993 war er im Kader der 1. Mannschaft und seitdem auch die Nummer 1 im Tor. Mit dem Verein gewann er mehrere Meistertitel und Pokalsiege. Anfang 2014 wechselte er auf Leihbasis zu den Vittoriosa Stars, stieg mit dem Klub am Ende der Saison 2013/14 ab. Im August 2014 verließ er die Hibernians und legte eine halbjährige Pause ein. Anfang 2015 schloss er sich dem FC Qormi an, kam aber als Ersatztorhüter zu keinen Einsätzen. Mitte 2015 wechselte er zu Aufsteiger Pembroke Athleta. Im Jahr 2016 kehrte er zu den Hibernians zurück und fungierte dort als Ersatztorhüter und Torwarttrainer. Im Sommer 2018 beendete er seine aktive Karriere und wurde Cheftrainer des FC Qormi. Nach dem Abstieg 2019 verließ er den Klub und heuerte bei Senglea Athletics an. Anfang 2020 wurde er dort entlassen.

### Nationalmannschaft
Von 1996 bis 2009 war er Nationalspieler, wo er als Nummer 1 insgesamt 67 Spiele bestritt.

## Erfolge
- Maltesischer Meister: 1994, 1995, 2002, 2008
- Maltesischer Pokalsieger: 2006, 2007, 2012, 2013